# Primera División 1984 (Chili)
In 1984 werd het 52ste seizoen gespeeld van de Primera División, de hoogste voetbalklasse van Chili. De competitie werd in twee groepen van dertien gespeeld, de twee besten van elke groep namen het tegen elkaar op in de finalegroep. Universidad Católica werd kampioen.

## Eindstand
| Plaats | Club                   | Wed. | W  | G  | V  | Saldo | Ptn. |
| ------ | ---------------------- | ---- | -- | -- | -- | ----- | ---- |
| 1      | Cobreloa               | 26   | 18 | 5  | 3  | 47:14 | 41   |
| 2      | Cobresal (P)           | 26   | 16 | 6  | 4  | 44:20 | 38   |
| 3      | Colo-Colo              | 26   | 14 | 8  | 4  | 52:21 | 36   |
| 4      | Deportes Arica         | 26   | 11 | 8  | 7  | 36:33 | 30   |
| 5      | Magallanes             | 26   | 10 | 9  | 7  | 43:30 | 29   |
| 6      | Deportes Iquique       | 26   | 7  | 12 | 7  | 23:28 | 26   |
| 7      | Palestino              | 26   | 10 | 5  | 11 | 44:37 | 25   |
| 8      | Unión San Felipe       | 26   | 7  | 10 | 9  | 23:29 | 24   |
| 9      | San Luis (P)           | 26   | 9  | 6  | 11 | 28:49 | 24   |
| 10     | Santiago Wanderers     | 26   | 6  | 10 | 10 | 21:29 | 22   |
| 11     | Deportes Antofagasta   | 26   | 6  | 5  | 15 | 24:47 | 17   |
| 12     | Deportes La Serena (P) | 26   | 2  | 9  | 15 | 26:48 | 13   |
| 13     | Regional Atacama       | 26   | 3  | 7  | 16 | 26:55 | 13   |

|     | Gekwalificeerd voor finalegroep |
|     | Degradatie                      |
| (P) | Promovendus                     |

| Plaats | Club                 | Wed. | W  | G | V  | Saldo | Ptn. |
| ------ | -------------------- | ---- | -- | - | -- | ----- | ---- |
| 1      | Universidad Católica | 26   | 15 | 7 | 4  | 46:18 | 37   |
| 2      | Unión Española       | 26   | 13 | 9 | 4  | 34:16 | 35   |
| 3      | Naval                | 26   | 12 | 7 | 7  | 32:18 | 31   |
| 4      | O'Higgins            | 26   | 11 | 7 | 8  | 32:30 | 29   |
| 5      | Universidad de Chile | 26   | 10 | 8 | 8  | 29:23 | 28   |
| 6      | Rangers              | 26   | 8  | 9 | 9  | 34:35 | 25   |
| 7      | Huachipato           | 26   | 10 | 5 | 11 | 34:36 | 25   |
| 8      | Everton              | 26   | 8  | 9 | 9  | 22:28 | 25   |
| 9      | Trasandino           | 26   | 9  | 6 | 11 | 38:37 | 24   |
| 10     | Audax Italiano       | 26   | 8  | 8 | 10 | 37:40 | 24   |
| 11     | Fernández Vial       | 26   | 8  | 6 | 12 | 25:36 | 22   |
| 12     | Green Cross          | 26   | 6  | 7 | 13 | 18:37 | 19   |
| 13     | Coquimbo Unido (P)   | 26   | 4  | 6 | 16 | 17:41 | 14   |

|     | Gekwalificeerd voor finalegroep |
|     | Degradatie play-off             |
|     | Degradatie                      |
| (P) | Promovendus                     |

### Degradatie play-off
|  |                |       |            |  |
|  | Audax Italiano | 3 - 0 | Trasandino |  |
|  |                |       |            |  |

### Finalegroep
| Plaats | Club                 | Wed. | W | G | V | Saldo | Ptn. |
| ------ | -------------------- | ---- | - | - | - | ----- | ---- |
| 1      | Universidad Católica | 3    | 2 | 1 | 0 | 4:0   | 5    |
| 2      | Cobresal             | 3    | 0 | 3 | 0 | 1:1   | 3    |
| 3      | Unión Española       | 3    | 1 | 1 | 1 | 1:2   | 3    |
| 4      | Cobreloa             | 3    | 0 | 1 | 2 | 1:4   | 1    |

|  | Kampioen                                  |
|  | Gekwalificeerd voor Pre-Libertadores 1985 |